# Krabaten 4

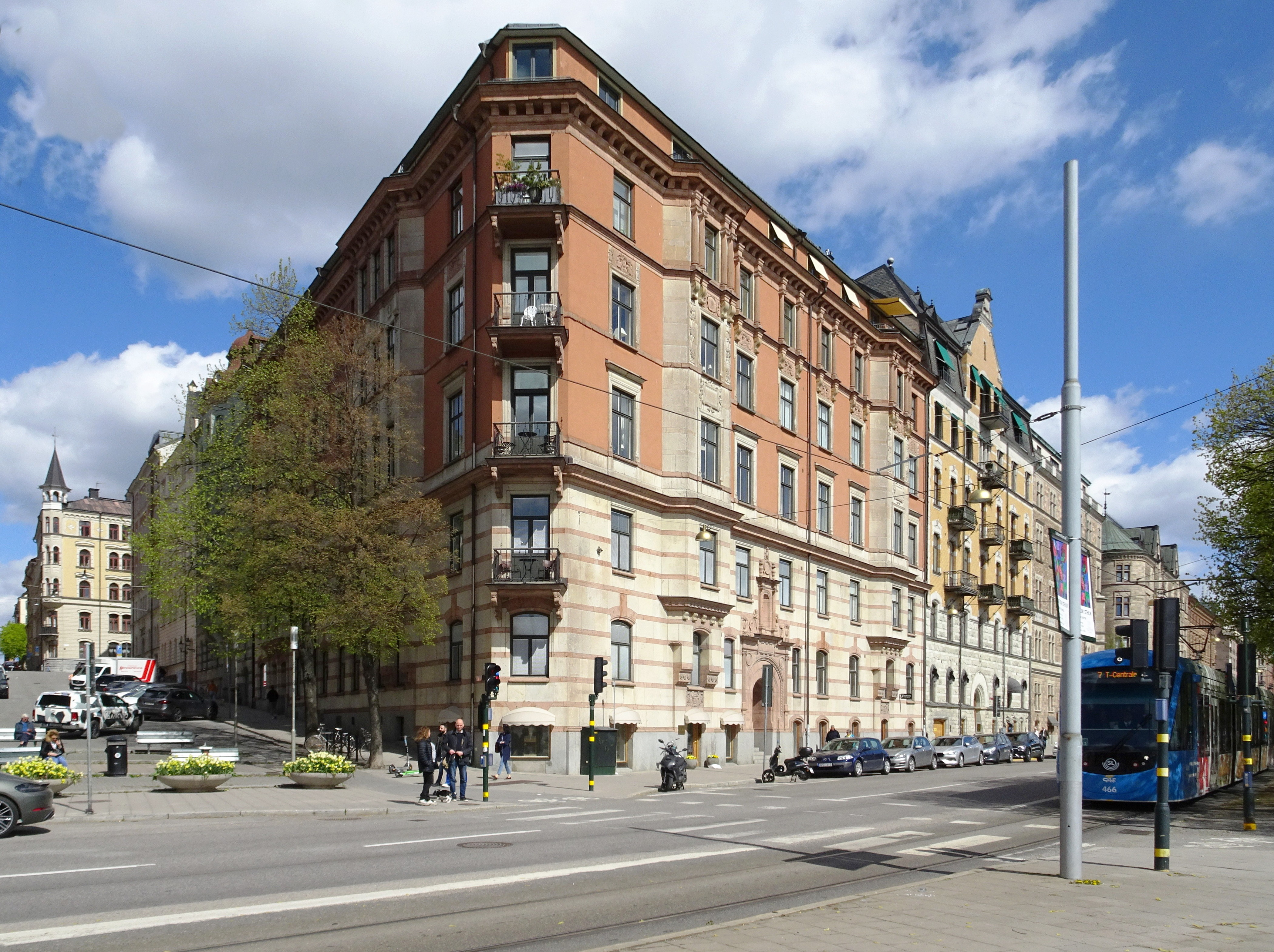
Strandvägen 11, maj 2022.

Krabaten 4 är en kulturhistoriskt värdefull fastighet i kvarteret Krabaten vid hörnet Strandvägen 11 / Skeppargatan 2 på Östermalm i Stockholm. Byggnaden uppfördes 1894–1895 efter ritningar av arkitekterna Gustav Lindgren och Kasper Salin och är grönmärkt av Stadsmuseet i Stockholm vilket innebär "särskilt värdefull från historisk, kulturhistorisk, miljömässig eller konstnärlig synpunkt".

## Byggnadsbeskrivning

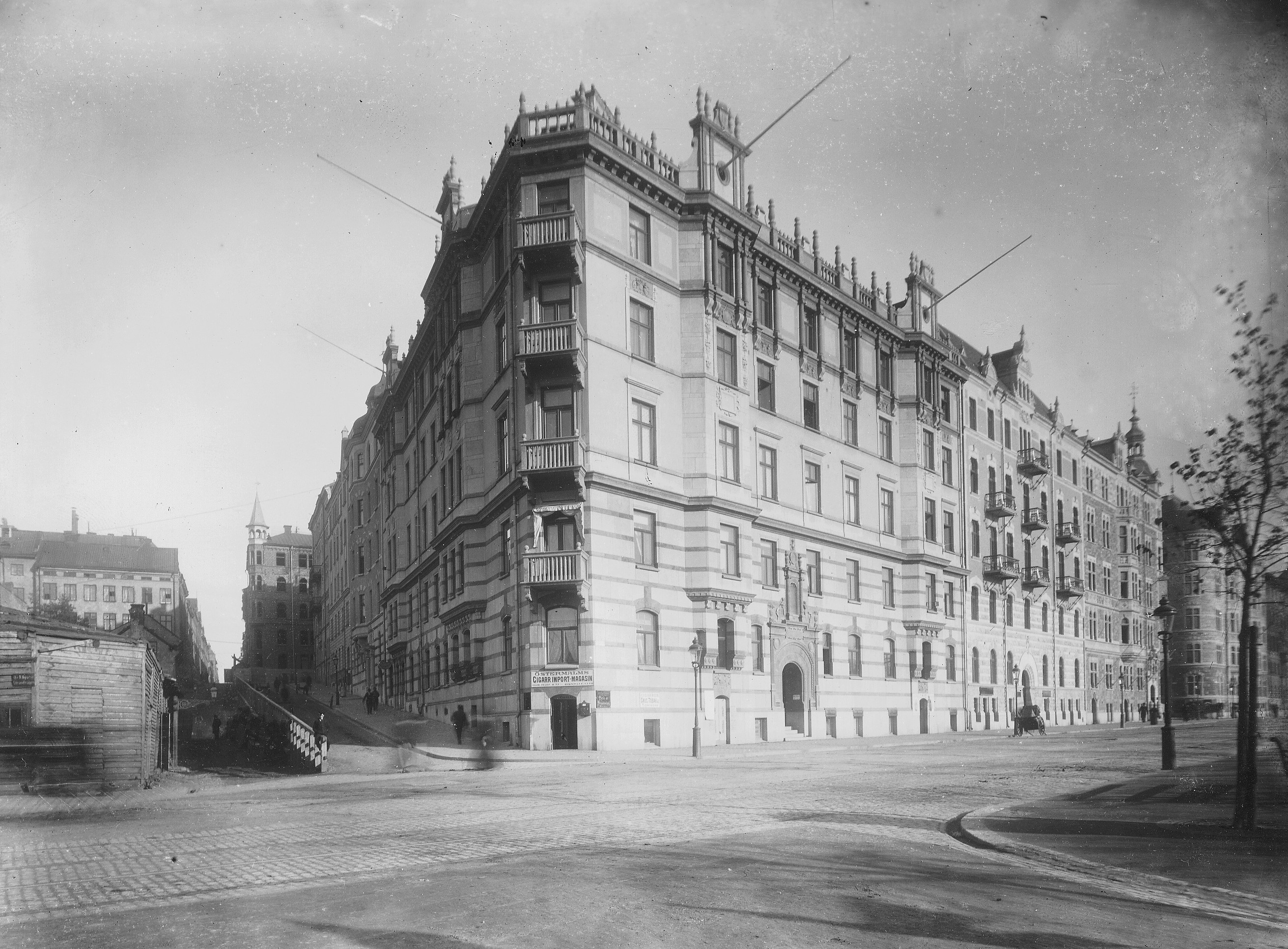
Strandvägen 11 omkring 1897.

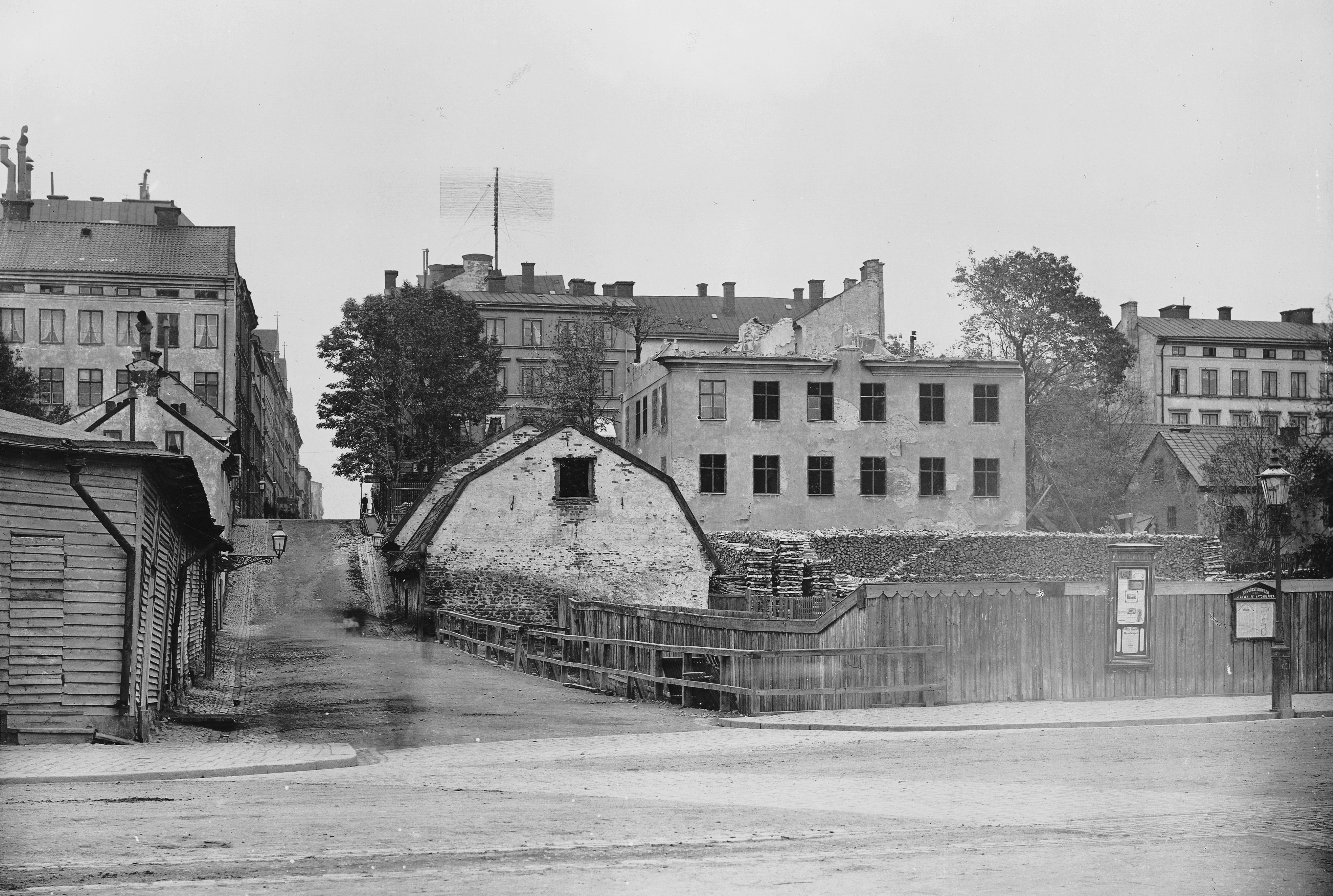
Tomten med Skeppargatan (t.v.) 1894.

Den då nybildade fastigheten Krabaten 4 med sitt spetsiga hörn mot Strandvägen / Skeppargatan hade förvärvats av byggmästaren Johan Pettersson Edlund 1894. På platsen fanns ett vedupplag och några stenhus som revs samma år. Johan Pettersson Edlund uppträdde kring sekelskiftet 1900 både som byggmästare och byggherre, så även i detta fall. Mellan 1880- och 1890-talen stod han för ett tiotal nybyggen i Stockholm. I enstaka projekt fungerade han även som arkitekt. Beträffande Krabaten 4 anlitade han arkitektkontoret Lindgren & Sahlin (Gustav Lindgren och Kasper Salin). 
Vid nästan samtliga byggnader längs med Strandvägen bestod grunden av lera eftersom det rörde sig om Ladugårdslandsvikens strandområde som så sent som på 1800-talets början var täckt av vatten och genom landhöjningen och omfattande utfyllnader erhöll sin nuvarande form. Gällande grundförstärkning för Krabaten 4 slogs träpålar i tre- och fyrdubbla rader med inbördes avstånd på 60 centimeter under husets trapphus och bärande väggar.
Lindgren & Sahlin ritade en påkostad hörnbyggnad i fem våningar och källare. Fasaden i höjd med bottenvåning och våning 1 trappa kläddes med ljus kalksten som accentuerades av röd sandsten i lister och övriga utsmyckningar kring fönster och takfot. Fasaden i höjd med våning 3–5 slätputsades och avfärgades i ockra. Takkanten smyckades ursprungligen av en balustrad och husets fyra burspråk kröntes av en hög frontespis. Dessa utsmyckningar försvann i början av 1950-talet när huset höjdes med en takvåning. Stor omsorg lades vid utformningen av huvudentréns portalomfattning som består av rikt huggen röd sandsten. Porten är ursprunglig och beslagen med mässingsnitar. 

### Originalritningar från 1894

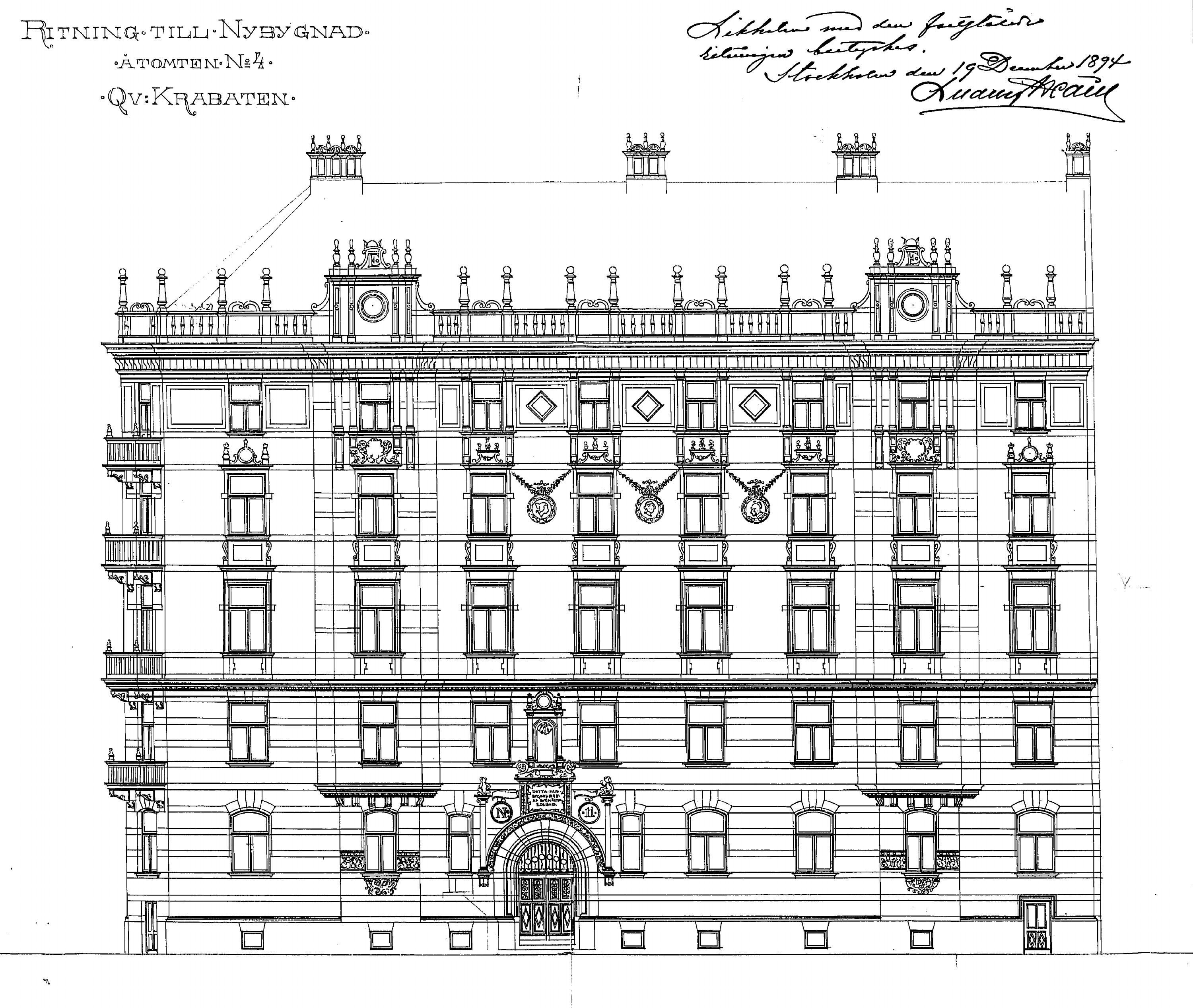
Fasad mot Strandvägen.
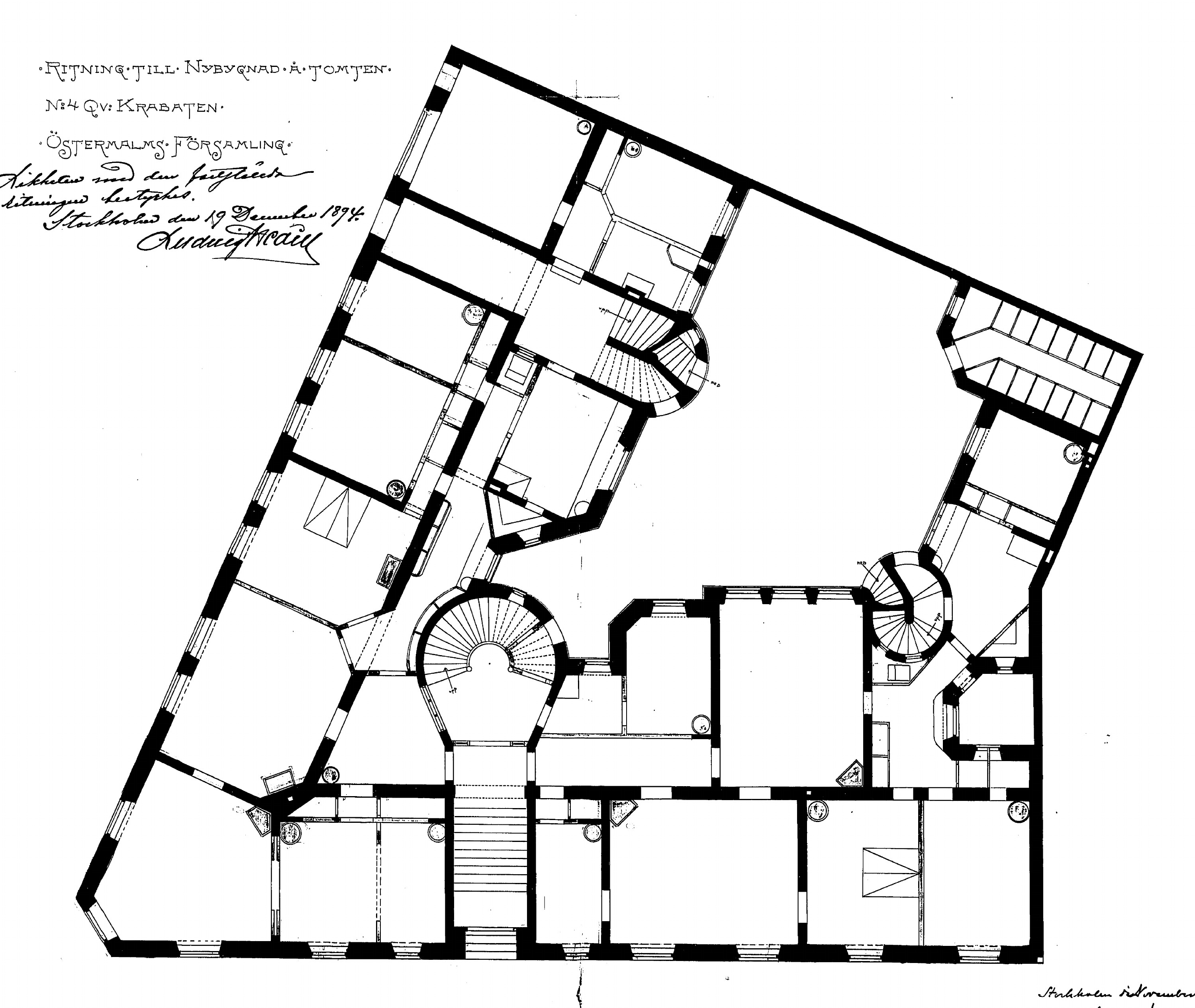
Bottenvåning.
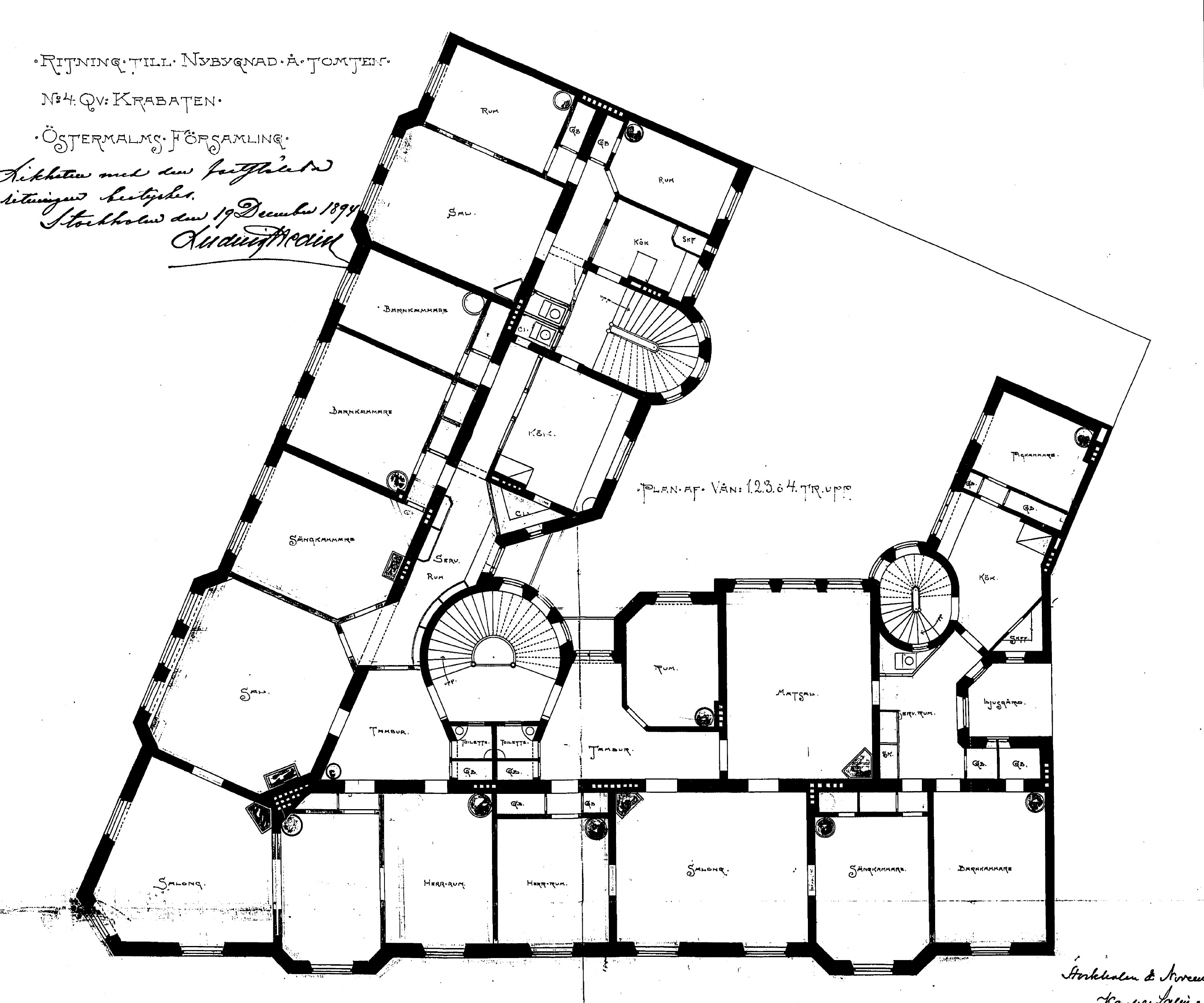
Plan våning 1–4 trappor.
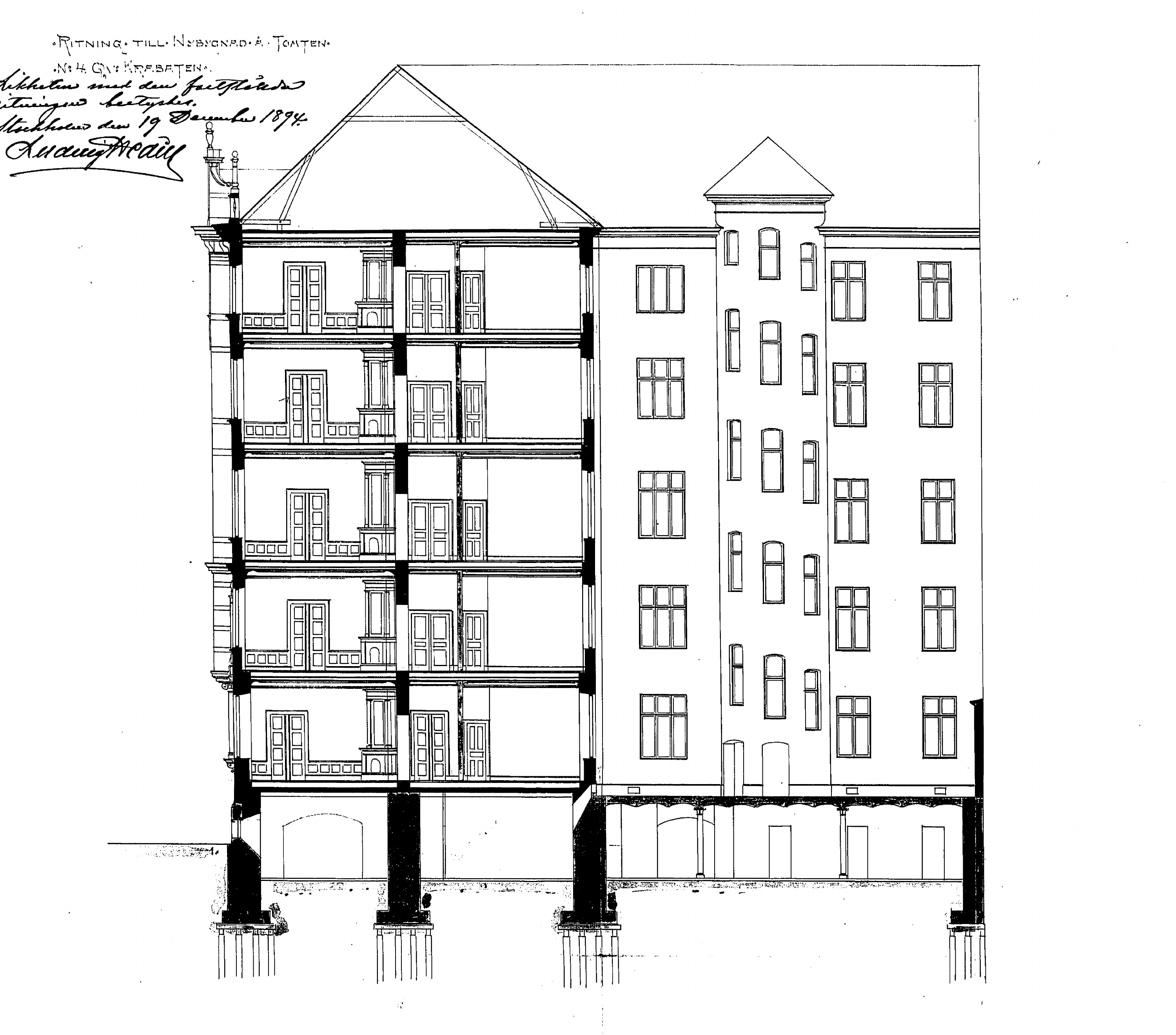
Sektion.
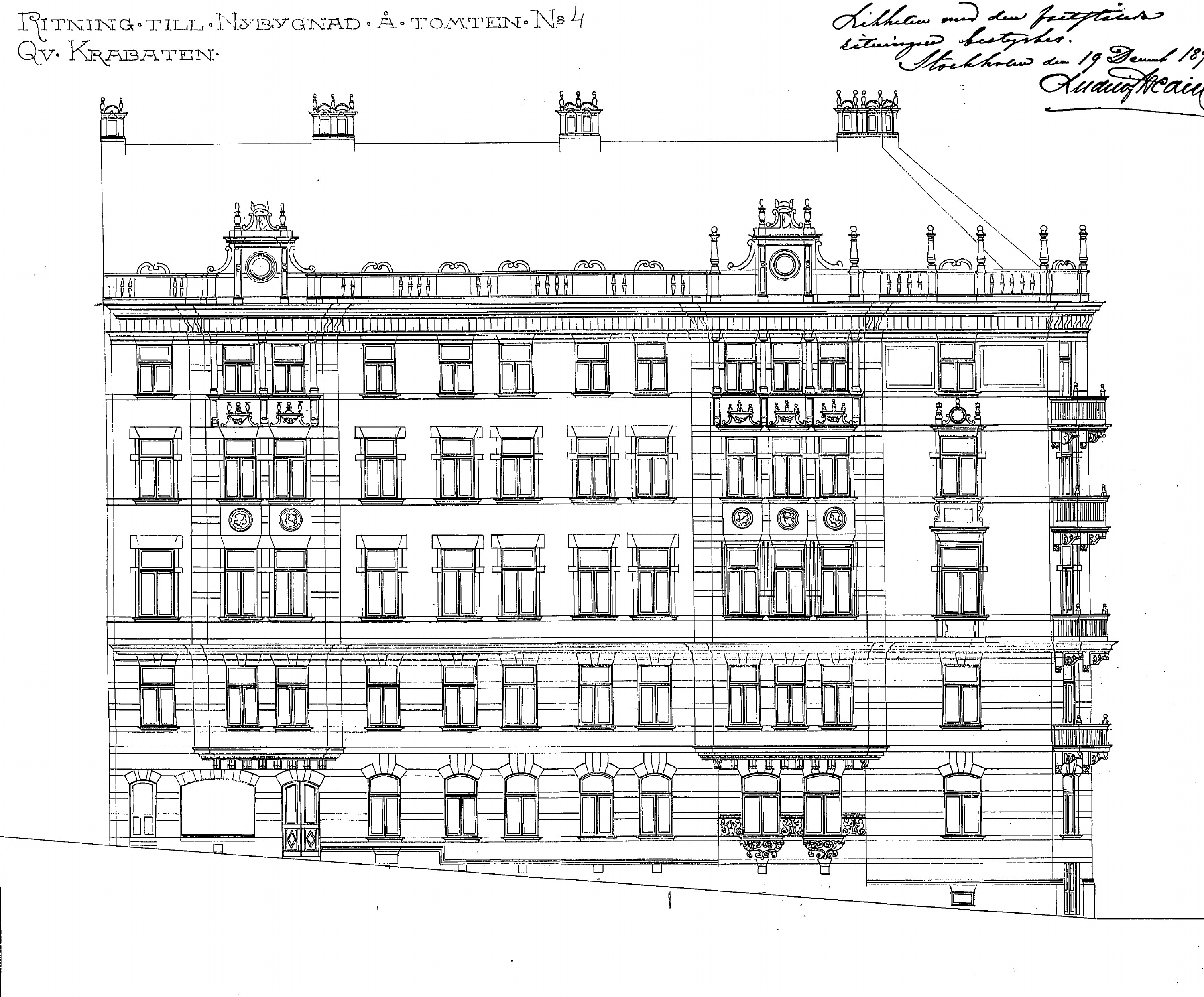
Fasad mot Skeppargatan.

### Interiör

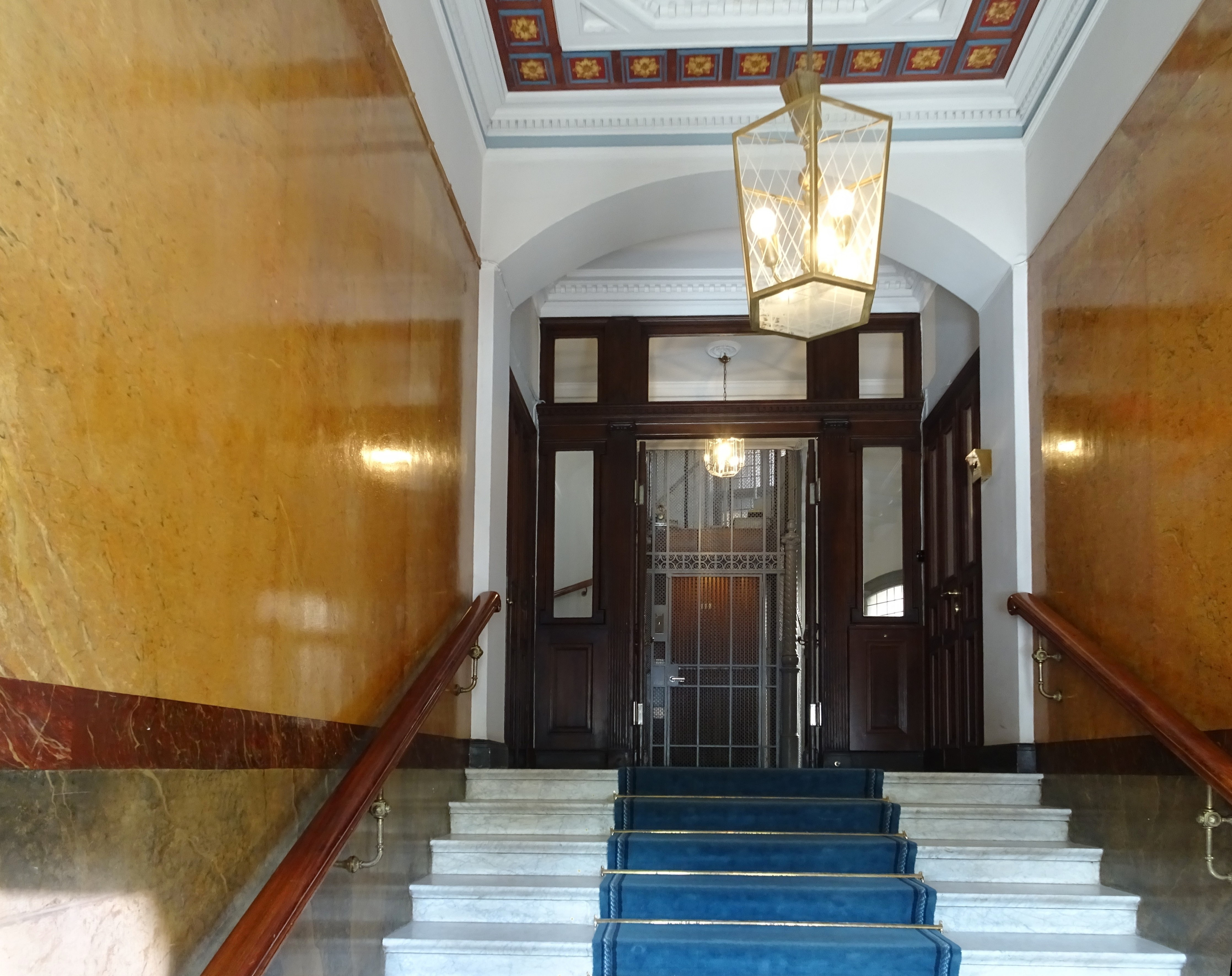
Entréhallen, 2022.

I entréhallen (nr 11) ligger vitt marmorgolv med röd bård och en kort trappa i vitt marmor leder till trapphallen. Väggarna är marmorerade, har gula fält med grön sockel och rödbrun golvlist. Takfrisen är vitmålad och kassettaket utfört i trä med blå och brunröda lister samt ockra blommor. 
Den ursprungliga lägenhetsfördelningen var två stora och en mindre bostad per våningsplan. Dessa nåddes via huvudtrappan respektive två kökstrappor. Torrtoaletter fanns till varje lägenhet dock inga badrum. Bara hörnlägenheten hade tillgång (från salongen) till en mindre balkong som satt på husets trubbiga spets åt sydväst. 
Ursprungliga balkongräcken var av sten, sedermera utbytta till smide.
Uppvärmningen skedde med kakelugnar och öppna spisar. Först på 1930-talet installerades centralvärme samt vattentoaletter och de större lägenheterna fick även badrum. Hissar installerades 1952 när takvåningen tillkom.

### Ägare och boenden

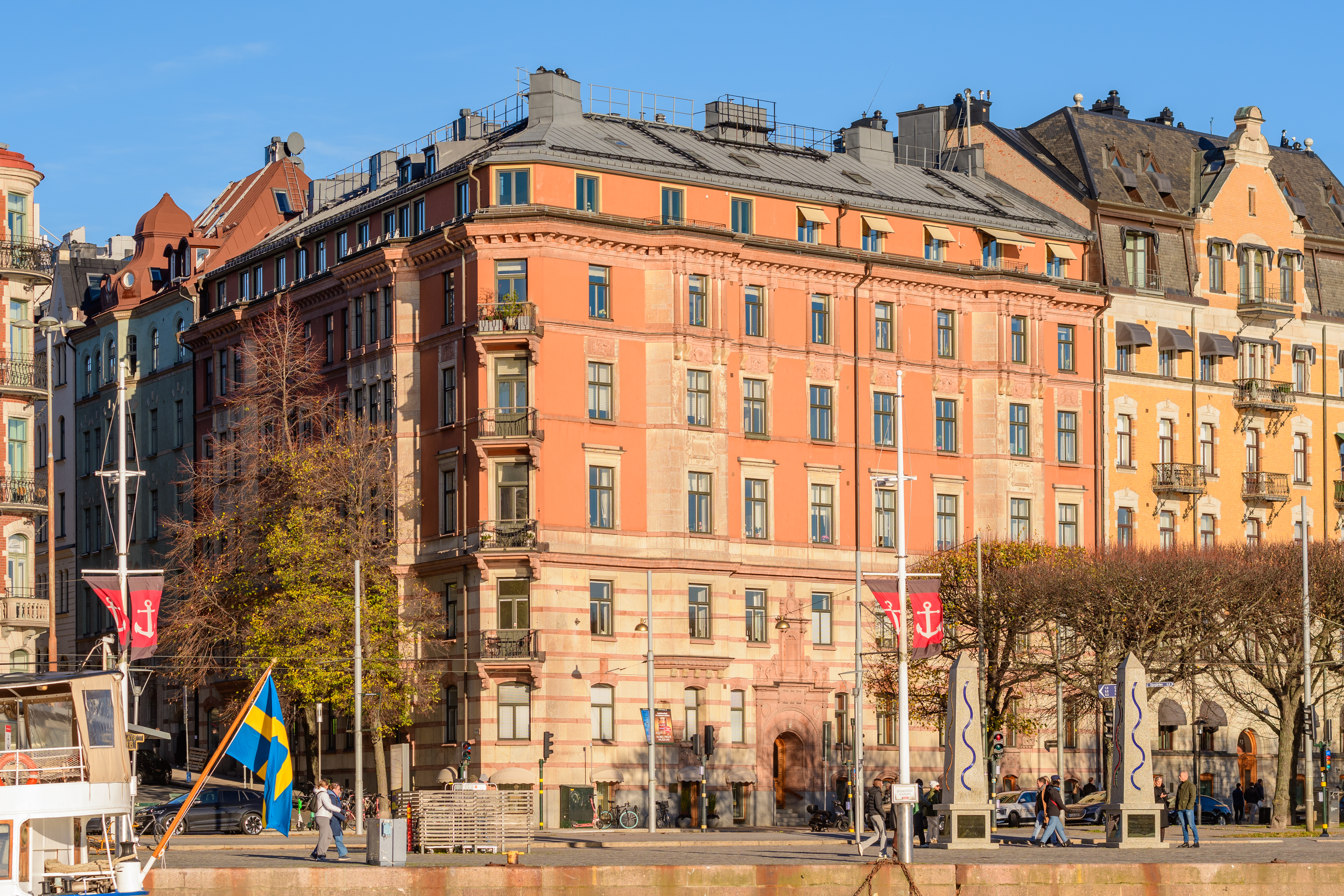
Fasad mot Strandvägen i november 2024.

En av husets tidiga hyresgäster var bankdirektören Marcus Wallenberg som bodde här på tre trappor fram till 1901 då han flyttade till Ädelman större 7, Strandvägen 27. Sedan 1973 ägs fastigheten med 21 lägenheter av bostadsrättsföreningen Krabaten nr 4.